# 시애틀 시 드래곤즈
| 시애틀 시 드래곤즈 |                                    |
| 콘퍼런스           |                                    |
| 디비전             | 노스 디비전                        |
| 설립연도           | 2018년                             |
| 해체연도           | 2024년                             |
| 역사               | 시애틀 시 드래곤즈 (2018년~2024년) |
| 경기장             | 루멘 필드                          |
| 연고지             | 워싱턴주 시애틀                    |
| 소유주             | 알파 아퀴코 LLC.                   |
| 회장               | 라이언 구스타프손                  |
| 단장               | 짐존                               |
| 감독               | 짐존                               |
| 리그 우승          |                                    |
| 콘퍼런스 우승      |                                    |
| 디비전 우승        |                                    |

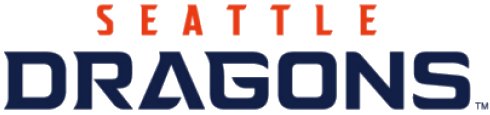

시애틀 시 드래곤즈(Seattle Sea Dragons)는 워싱턴주 시애틀을 연고지로 하던 과거 XFL 노스 디비전 소속 미식축구팀으로 2018년 시애틀 드래곤즈라는 이름으로 창단했으며 루멘 필드를 홈 경기장으로 사용했다.